# Jonathan Delaplace
Jonathan Delaplace (La Seyne-sur-Mer, 20 marzo 1986) è un ex calciatore francese, di ruolo centrocampista.

## Carriera
Ha giocato nella massima serie del campionato belga con lo Zulte Waregem.
Svincolatosi dallo Zulte Waregem torna in Francia nel giugno 2013 al Lilla. Il suo esordio in Ligue 1 arriva il 31 agosto 2013 sul campo del Rennes nel match terminato 0-0. Il 29 ottobre 2013 esordisce in Coupe de la Ligue nella sconfitta casalinga per 0-1 contro l'Auxerre. Il 5 gennaio 2014 esordisce in Coupe de France nella vittoria esterna per 3-1 contro l'Amiens. L'11 febbraio 2014, in occasione della partita casalinga contro il Caen valida per gli ottavi di finale di Coupe de France, sigla il gol del momentaneo 2-2 al minuto 77': questo per lui è il primo gol nella competizione, ma anche in Francia e con la nuova maglia. La partita verrà vinta poi dal Lilla ai rigori dopo che sia i tempi regolamentari (3-3) che i tempi supplementari non riuscirono a decretare un vincitore.
Nella nuova stagione, 2014-2015, esordisce per la prima volta in Champions League nella gara Grasshoppers-Lilla 0-2 valida per il terzo turno preliminare di Champions. Il 23 agosto 2014 in occasione della gara Lilla-Lorient segna il gol del momentaneo 1-0 nella gara vinta dalla sua squadra per 2-0.
Il 3 luglio 2015 si trasferisce a titolo definitivo al Caen.

## Palmarès

### Club

#### Competizioni nazionali
- Campionato francese di seconda divisione: 1

Lorient: 2019-2020